# Лефевр де Шеверю, Жан-Луи
Жан-Луи-Анн-Мадлен Лефевр де Шеверю (фр. Jean-Louis Anne Madelain Lefebvre de Cheverus; 28 января 1768, Майенн, королевство Франция — 19 июля 1836, Бордо, королевство Франция) — французский кардинал. Первый епископ Бостона с 8 апреля 1808 по 3 мая 1823. Апостольский администратор Нью-Йорка с 1810 по 1815. Епископ Монтобана с 3 мая 1823 по 2 октября 1826. Архиепископ Бордо с 2 октября 1826 по 19 июля 1836. Кардинал-священник с 1 февраля 1836.